# Centre local d'information et de coordination
Pôle autonomie territorial
Pour les articles homonymes, voir CLIC et PAT.
En France, un Centre local d’information et de coordination (CLIC) gérontologique est un lieu d'accueil et d'information pour les personnes âgées et leur entourage.
La circulaire du 18 mai 2001 précise que le CLIC est conçu comme un dispositif de proximité dédié en priorité aux usagers.
Il assure un accueil personnalisé gratuit et confidentiel quelle que soit l'origine de la demande, qu'elle émane de la personne âgée, de sa famille, des services sociaux, du médecin traitant, d'une structure médico-sociale ou hospitalière…
Depuis 2018, certains CLIC deviennent PAT, Pôle autonomie territorial.

## Rôle
Le volet information comporte la mise à disposition de ressources papier et/ou en ligne sur les droits, institutions, etc.
Le volet coordination incite les professionnels autour de la personne âgée en difficulté à travailler ensemble.
Informer les personnes âgées, leur famille, les professionnels des dispositifs des aides pour répondre à leurs besoins et vivre sa retraite.
Aider les personnes âgées à constituer des dossiers APA et tout autre dossier concernant la retraite (aide ménagère, soins infirmier, téléalarme, amélioration de l'habitat, loisirs…).
Animer et coordonner un réseau de professionnel, d'association pour répondre au mieux aux attentes des retraités (campagne d'information, animations diverses, réponses globales aux dossiers des retraites).